# Rye Nørskov
Rye Nørskov er et skovgods (ikke en herregård) lidt nord for Gammel Rye. Det blev oprettet i 1856 af Ferdinand Mourier-Petersen og hans bror A.T.H. Mourier-Petersen, som var med til at stifte Det danske Hedeselskab i 1866. Gården ligger i Gammel Rye Sogn i Skanderborg Kommune. Hovedbygningen er opført 1904-1907 ved Hack Kampmann. Rye Nørskov Gods er 1319 hektar. Blandt ejendommene er også Rye Mølle.

## Ejere af Rye Nørskov
- (1856-1898) Peter Paul Christian Ferdinand Mourier-Petersen / Adolf Tobias Herbst Mourier-Petersen
- (1898-1902) Alvilda Dahl gift Mourier-Petersen / Adolf Tobias Herbst Mourier-Petersen
- (1902-1928) Henrik Valdemar Nørgaard / Anna Dorothea Suhr gift Nørgaard
- (1928-1931) Henrik Valdemar Nørgaard
- (1931) Henrik Valdemar Nørgaards dødsbo
- (1931-1961) Ejnar Faber
- (1961-1967) Gerda Faber gift Thorning-Petersen (datter)
- (1967-1998) Gerda Faber gift Thorning-Petersen / Svit Karen Thorning-Petersen gift Busck (datter)
- (1998-2004) Svit Karen Thorning-Petersen gift Busck / Peter Arnold Busck (søn)
- (2004-) Peter Arnold Busck / Ole Arnold Busck